# 大麥克拉爾島
大麥克拉爾島（英語：Greater Mackellar Island），是南極洲的島嶼，位於喬治五世地，屬於麥克拉爾群島的一部分，處於丹尼森角以北4公里，由澳大拉西亞探險隊發現和命名，現時由南極條約體系管理。